# Dacia Logan
Dacia Logan – samochód osobowy klasy aut miejskich i klasy kompaktowej produkowany pod rumuńską marką Dacia od 2004 roku. Od 2020 roku produkowana jest trzecia generacja modelu.

## Pierwsza generacja

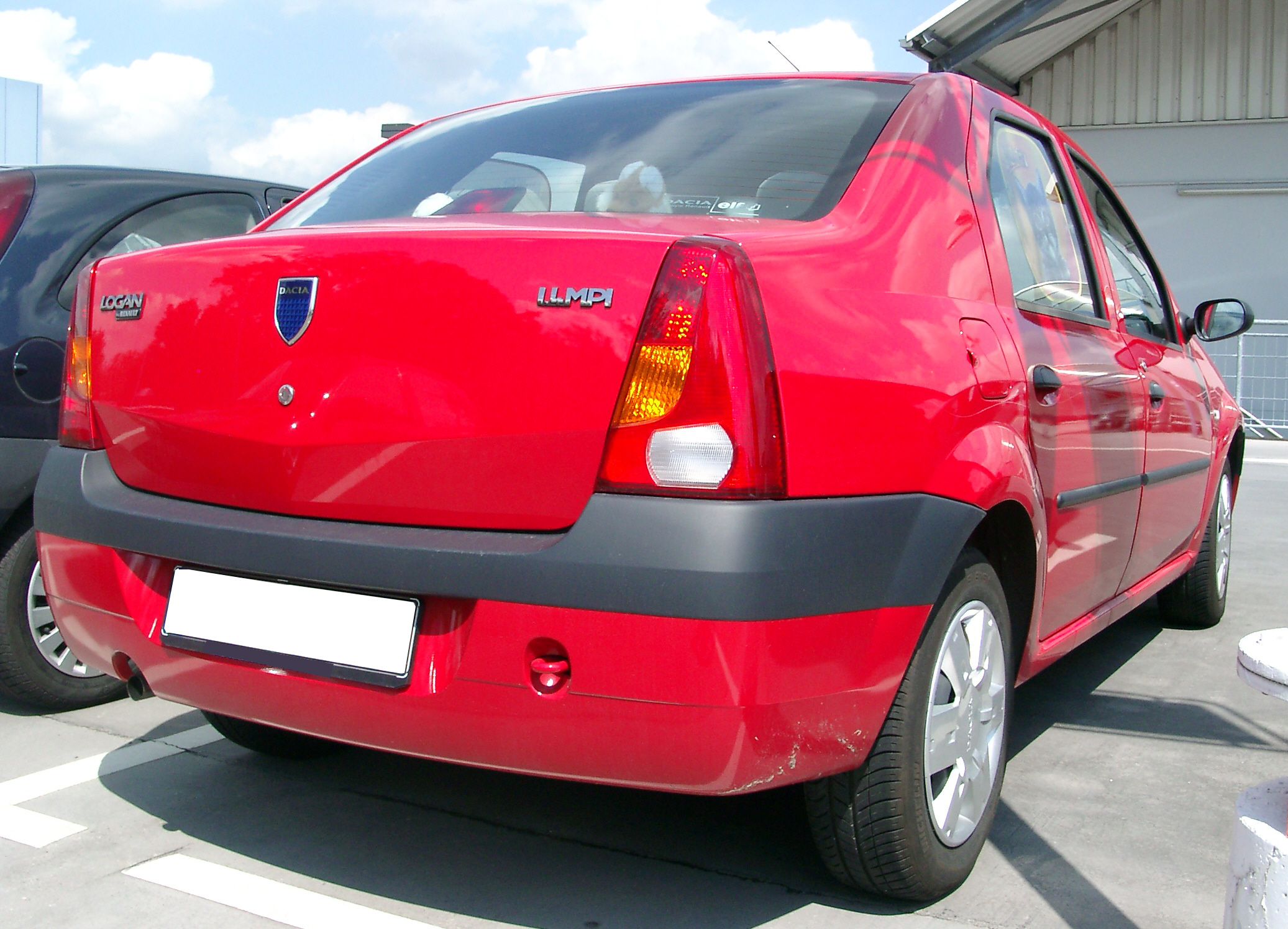
Dacia Logan I – tył

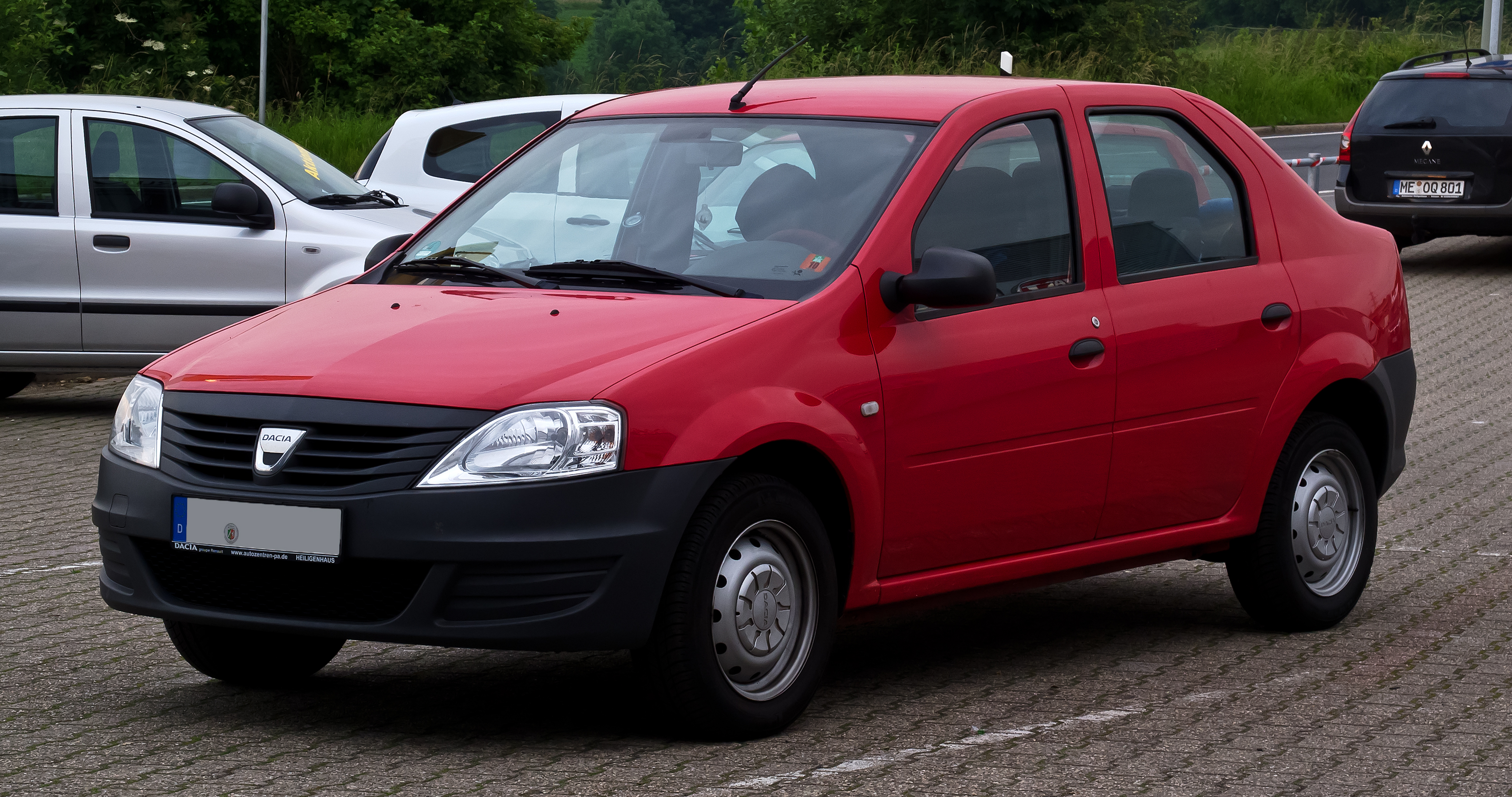
Dacia Logan I po liftingu

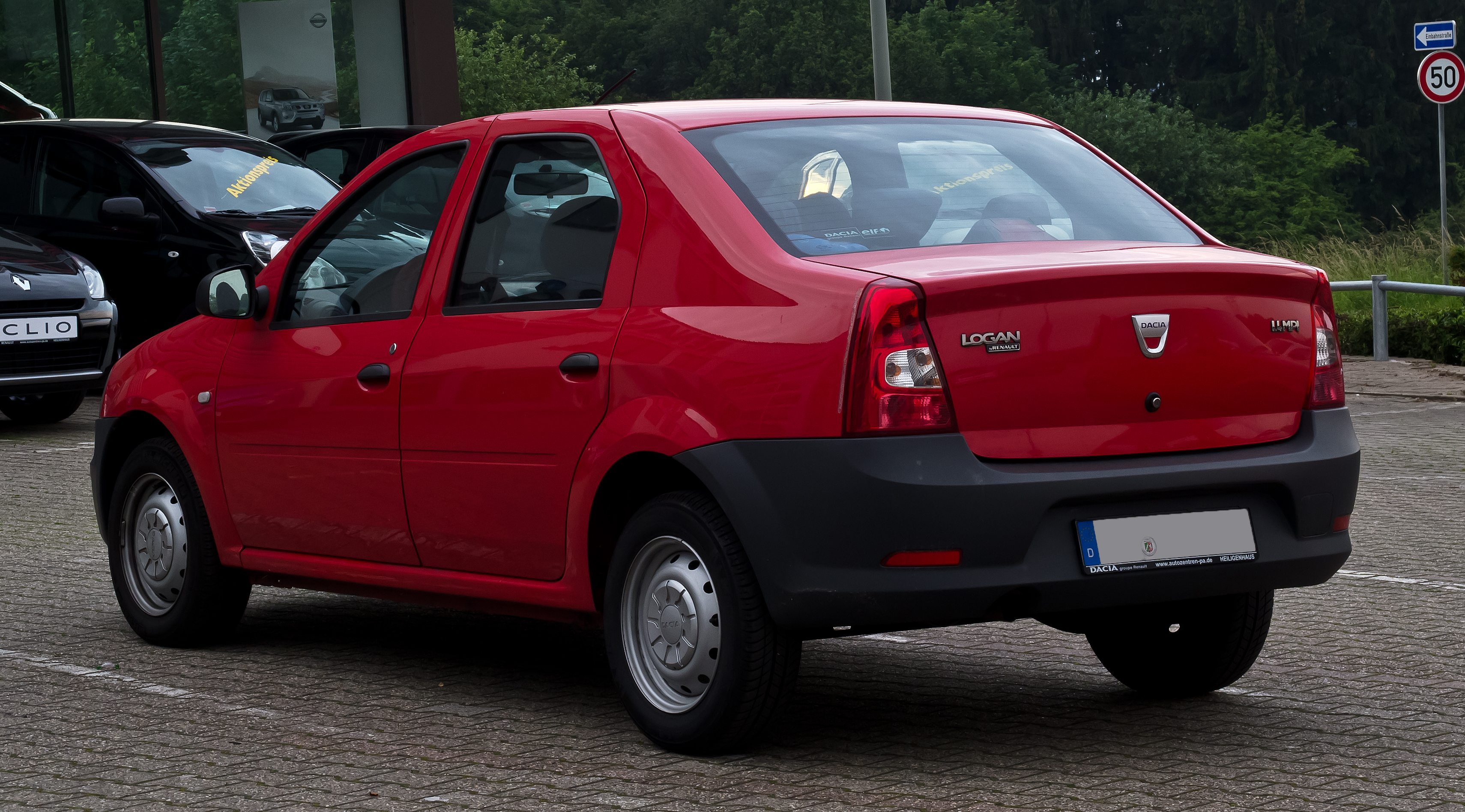
Dacia Logan I – tył po liftingu

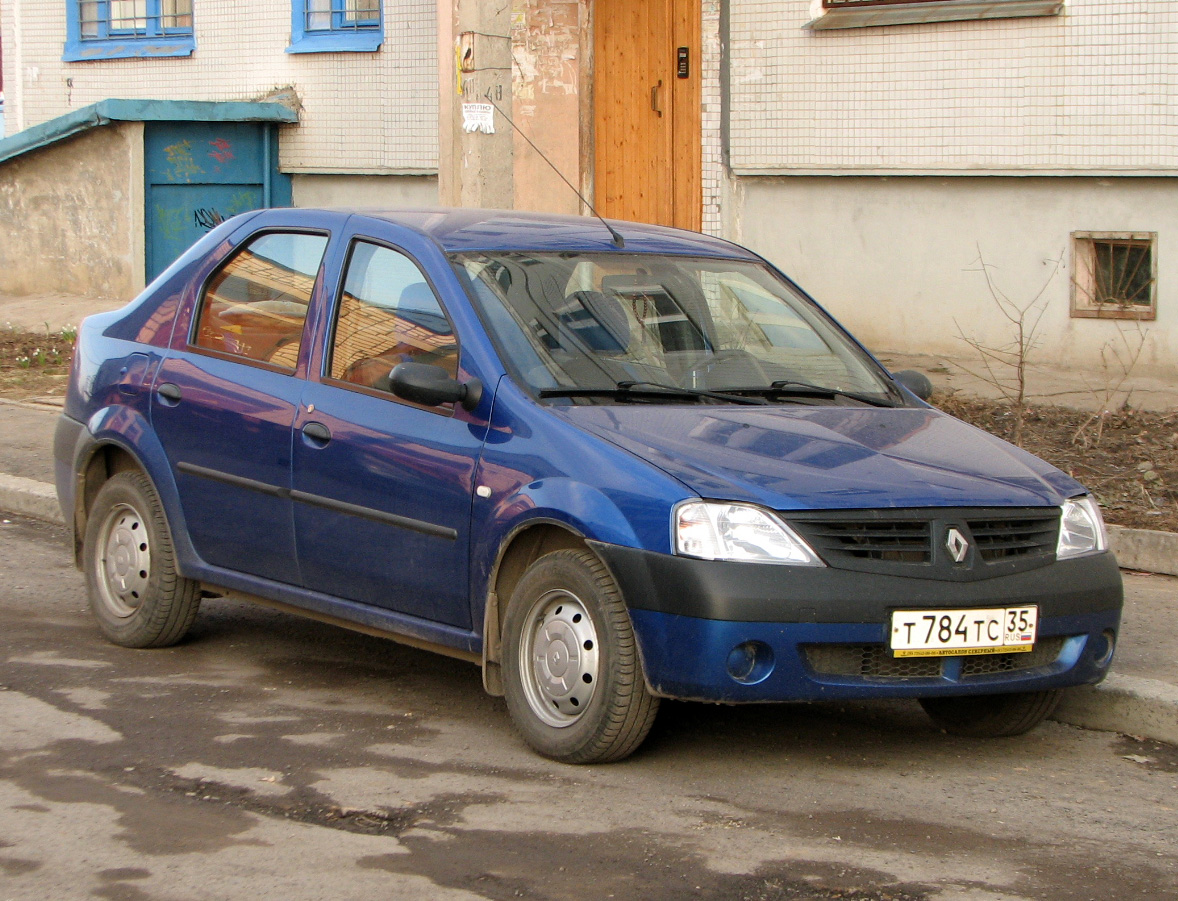
rosyjski Renault Logan I

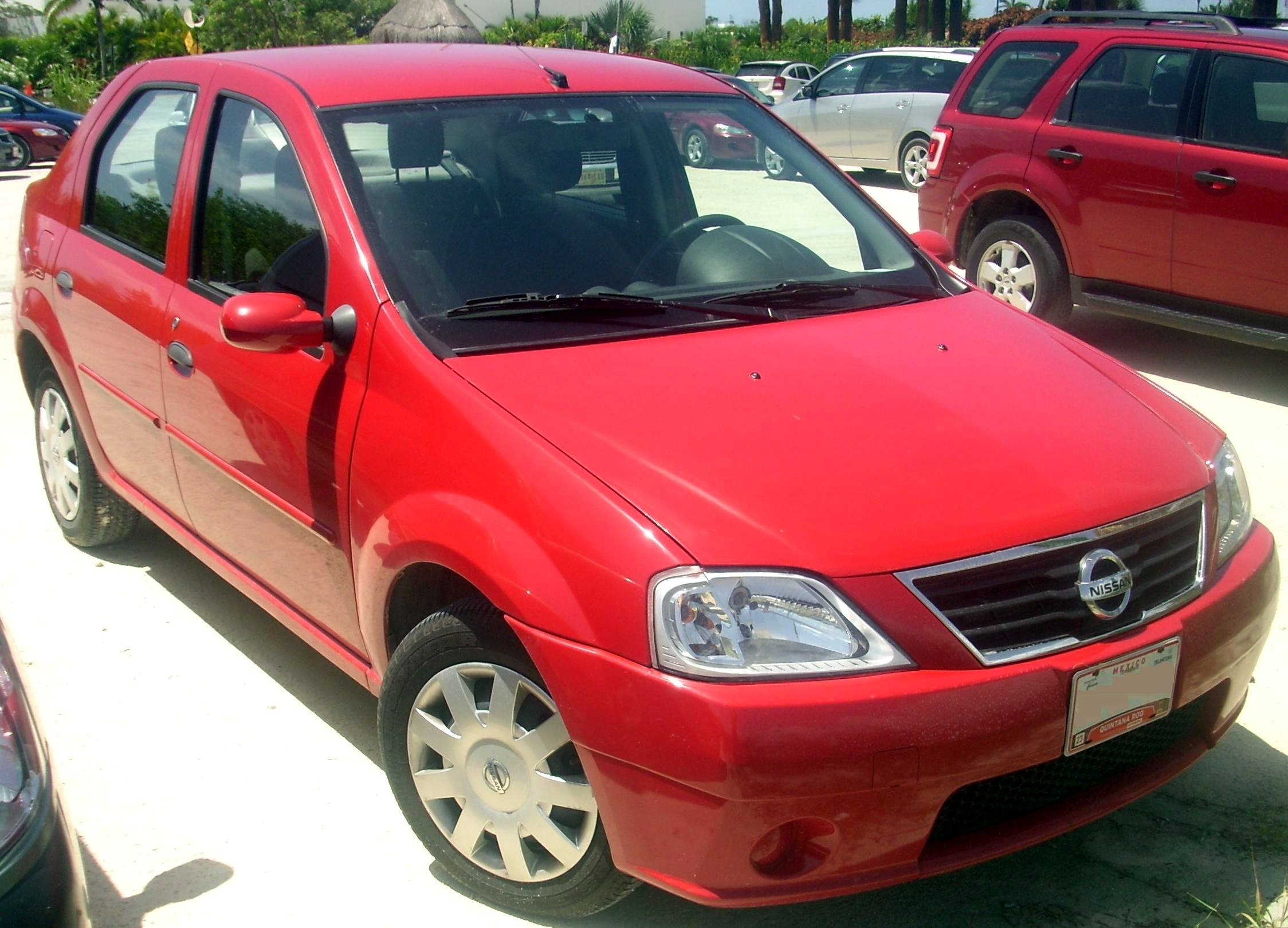
meksykański Nissan Aprio

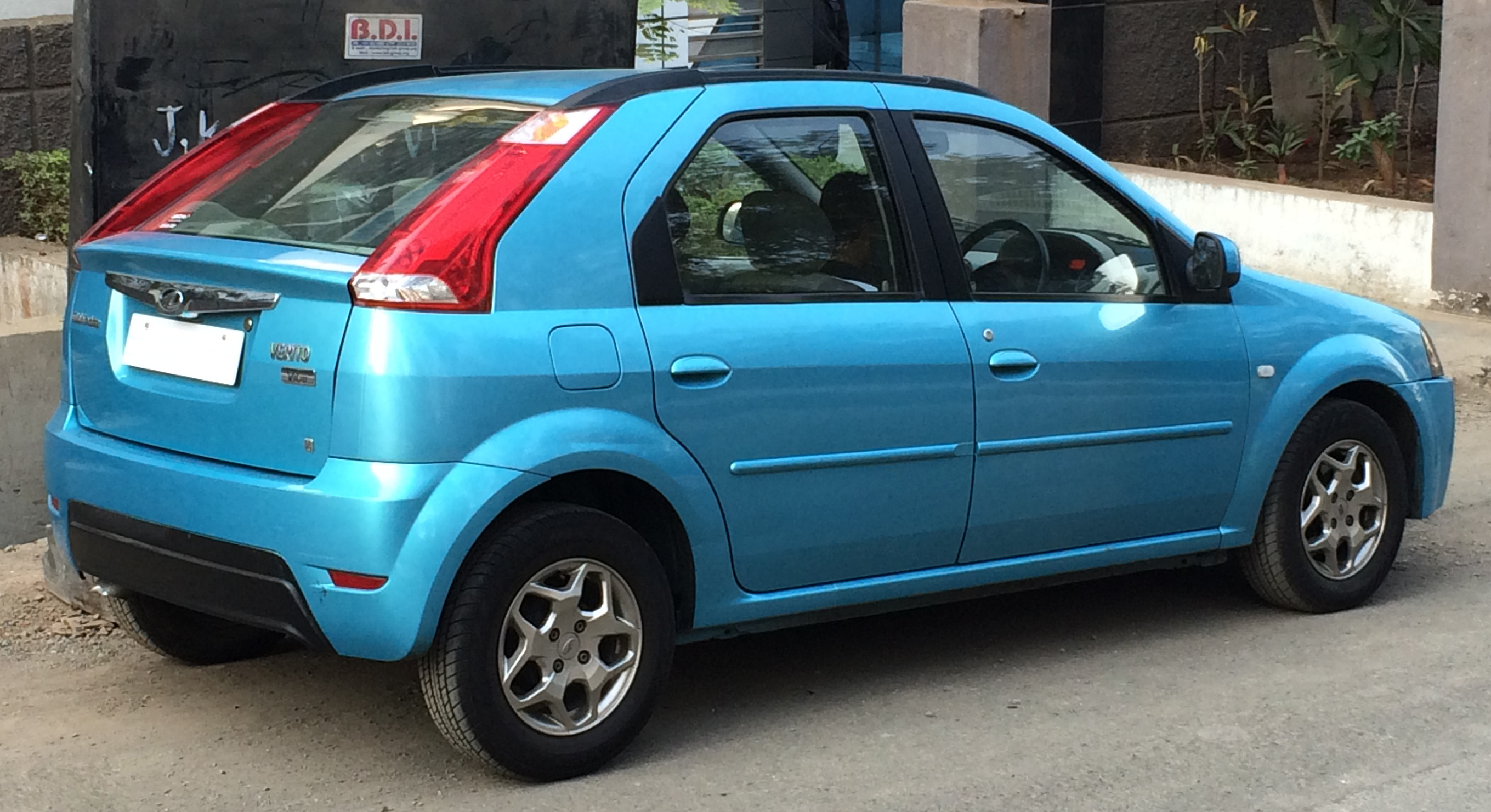
indyjska Mahindra Verito Hatchback

Dacia Logan I została zaprezentowana po raz pierwszy w 2004 roku.
Na początku 1999 roku szef Renault polecił swoim konstruktorom stworzenie auta osobowego, którego cena nie przekroczy 5 tysięcy euro, a do sprzedaży wejdzie pod marką Dacia należącą do koncernu Renault od 2004 roku. Pojazd zbudowany został na płycie podłogowej opartej na płycie Renault Modus, zawieszenie pojazdu zaczerpnięto z modelu Clio II, silnik benzynowe z modelu Thalia, a wysokoprężne z Megane II. W tym samym roku podczas targów motoryzacyjnych w Paryżu zaprezentowano wersję seryjną pojazdu. Początkowo pojazd występował jedynie w wersji sedan natomiast dwa lata później w 2006 roku do produkcji wprowadzono wersję kombi opartą na bazie samochodu koncepcyjnego Logan Steppe. W 2007 roku wprowadzono także wersję pickup oraz van.

### Modernizacje
- 2006

Jesienią 2006 roku auto przeszło drobny face lifting. W bogatszych wersjach auta wprowadzono nowe klosze tylnych reflektorów, przetłoczenia tylnej klapy. We wszystkich wersjach zmodernizowano skrzynię biegów oraz układ hamulcowy, wprowadzono nowe wzory tapicerek i lakieru.
- 2008

Latem 2008 roku samochód przeszedł gruntowny face lifting, a jego nazwę zmieniono na Nowy Logan. W przedniej części nadwozia zastosowano nowy zderzak, reflektory, osłonę wlotu powietrza, dzięki czemu auto upodobniło się do Sandero. W tylnej części auta pojawiły się nowe reflektory, zderzaki oraz klapa bagażnika. We wnętrzu auta zmieniono deskę rozdzielczą oraz fotele zastąpiono fotelami z Dacii Sandero. Modernizację przeszły dwie wersje nadwoziowe: sedan i kombi.

#### Inne nazwy
Logan oprócz marki Dacia występował na rynkach rozwijających się pod marką Renault. Produkowano go w latach 2005 – 2015  w różnych filiach francuskiego koncernu  w różnych krajach: w Rosji, w Kolumbii i w Brazylii. Model jest też produkowany na licencji od 2007 roku do dziś w Iranie w zakładach Iran Khodro jako Iran Khodro Renault Tondar 90. Auto posiada silniki benzynowe 1.4 o mocy maksymalnej 75 KM, 1.6 o mocy maksymalnej 87 KM oraz 1.6 16V o mocy maksymalnej 105 KM i diesle 1.5 68 KM oraz 1.5 85 KM z 5-biegową skrzynią manualną.
Co więcej, Meksykańska odmiana Dacii Logan oferowana była w latach 2007–2010 pod nazwą Nissan Aprio. Wytwarzano ją w Brazylii, a debiut miał miejsce podczas Mexico Auto Show 2007. Od Dacii auto różni się stylizacją atrapy chłodnicy oraz przedniego i tylnego zderzaka. Samochód produkowany był wyłącznie jako sedan z 5-biegową manualną oraz 4-biegową automatyczną skrzynią biegów. Mierzy 4250 mm długości, 1975 mm szerokości, 1525 mm wysokości, 2630 mm rozstawu osi, a masa własna od 975 do 1075 kg.
W Indiach w Madras w latach 2007 – 2009 w spółce z Mahindra & Mahindra Limited Logan był oferowany jako Mahindra Renault Logan. Z kolei w latach 2009 – 2018 Mahindra Renault Logan oferowana była tam już jako integralna część palety tej marki pod nazwą Mahindra Verito. Wersja na rynek indyjski większe zmiany przeszła w 2010 roku, kiedy Verito otrzymała facelifting polegający na całkowicie odmiennej stylizacji tyłu w stosunku do Logana, a także inny wzrór reflektorów i grilla. Ofertę wzbogaciła też wersja hatchback oparta na bazie modelu sedan.

### Sprzedaż auta
Zakładanej przez koncern Renault ceny auta niesięgającej 5 tys. euro nie udało się utrzymać, ale zainteresowanie Loganem było na tyle duże, że zaskoczyło macierzysty koncern Renault, co sprawiło, że firma podjęła działania zmierzające do stopniowego zwiększenia produkcji. Od premiery handlowej we wrześniu 2004 roku do grudnia 2006 roku sprzedano ponad 330 tysięcy aut. W roku 2005 Dacia Logan stanowiła 5,7% wszystkich aut sprzedawanych przez francuski koncern Renault. Najważniejszym rynkiem zbytu pozostała Rumunia, gdzie ten model stanowi 45% udziału w rynku samochodowych. Równie dobrze auto sprzedaje się we Francji.
W Polsce nabywców znalazło 2403 Dacii w 2005 roku oraz 1354 egzemplarze w 2006 roku. W 2007 roku w okresie I-XI sprzedano 1841 aut, a w 2008 roku 2314. Natomiast w 2009 sprzedano 2769 egzemplarzy aut osobowych i dostawczych. W styczniu 2010 roku sprzedano 302 egzemplarze samochodów osobowych oraz 62 dostawczych.

### Wyposażenie
- Access (1.2 16V 75 KM, 1.4 8V 75 KM)
- Ambiance (1.2 16V 75 KM, 1.4, 1.5 dCi 68 KM)
- SL Arctica (1.2 16V 75 KM, 1.4 8V 75 KM, 1.6 8V 87 KM, 1.5 dCi 68 KM, 1.5 dCi 75 KM)
- Laureate (1.2 16V 75 KM, 1.4 8v 75 KM, 1.6 8V 87 KM, 1.5 dCi 68 KM)

### Silniki
- Benzynowe

| Silnik  | Pojemność skokowa [cm³] | Moc maksymalna [KM] ( [kW] ) przy obr./min | Maks. moment obrotowy [Nm] przy obr./min | Układ i liczba cylindrów | Układ rozrządu/ liczba zaworów | Przyśpieszenie (s) 0–100 km/h | Prędkość maksymalna km/h | Spalanie (l/100 km) miasto/trasa/średnio   |
| ------- | ----------------------- | ------------------------------------------ | ---------------------------------------- | ------------------------ | ------------------------------ | ----------------------------- | ------------------------ | ------------------------------------------ |
| 1.2 16V | 1149                    | 75 (55)/5500                               | 107/4250                                 | R4                       | DOHC/16                        | 13,6                          | 162                      | 7,6/4,9/5,9                                |
| 1.4     | 1390                    | 75 (55)/5500                               | 112/3000                                 | R4                       | OHC/8                          | 13,0 (15,6)                   | 161 (155)                | 9,2/5,5/6,9 (10,0/6,2/7,6)                 |
| 1.6     | 1598                    | 87 (64)/5500                               | 128/3000                                 | R4                       | OHC/8                          | 11,5 (13,4) [13,0]            | 175 (167) [163]          | 10,0/5,8/7,3 (10,4/6,3/7,8) [11,0/6,5/8,1] |
| 1.6 16V | 1598                    | 105 (77)/5750                              | 148/3750                                 | R4                       | DOHC/16                        | 10,2 (11,8)                   | 183 (174)                | 9,2/5,9/7,1 (9,8/6,3/7,5)                  |

- Wysokoprężne

| Silnik  | Pojemność skokowa [cm³] | Moc maksymalna [KM] ( [kW] ) przy obr./min | Maks. moment obrotowy [Nm] przy obr./min | Układ i liczba cylindrów | Układ rozrządu/ liczba zaworów | Przyśpieszenie (s) 0–100 km/h | Prędkość maksymalna km/h | Spalanie (l/100 km) średnio             |
| ------- | ----------------------- | ------------------------------------------ | ---------------------------------------- | ------------------------ | ------------------------------ | ----------------------------- | ------------------------ | --------------------------------------- |
| 1.5 dCi | 1461                    | 68 (50)/4000                               | 160/1700                                 | R4                       | OHC/8                          | 15,0 (17,7) [16,8]            | 158 (150) [146]          | 5,8/4,1/4,7 (6,2/4,8/5,3) [6,2/4,8/5,3] |
| 1.5 dCi | 1461                    | 75 (55)/4000                               | 180/1750                                 | R4                       | OHC/8                          | 14,2 (15,3) [15,0]            | 162 (157) [153]          | 5,0/3,7/4,1 (5,8/4,5/4,8) [5,9/4,6/5,0] |
| 1.5 dCi | 1461                    | 85 (63)/3750                               | 200/1900                                 | R4                       | OHC/8                          | 13,0 (14,3) [13,5]            | 167 (163) [160]          | 5,3/4,2/4,6 (5,9/4,8/5,2) [5,9/4,8/5,2] |
| 1.5 dCi | 1461                    | 90 (66)/3750                               | 200/1750                                 | R4                       | OHC/8                          | 12,8 (13,7) [13,4]            | 173 (165) [163]          | 5,0/3,7/4,1 (5,8/4,5/4,8) [5,9/4,6/5,0] |

Wartości podane w nawiasach okrągłych dotyczą wersji Logan MCV, natomiast w nawiasach prostokątnych dotyczą wersji Logan Pick-Up.

### Dacia Logan MCV

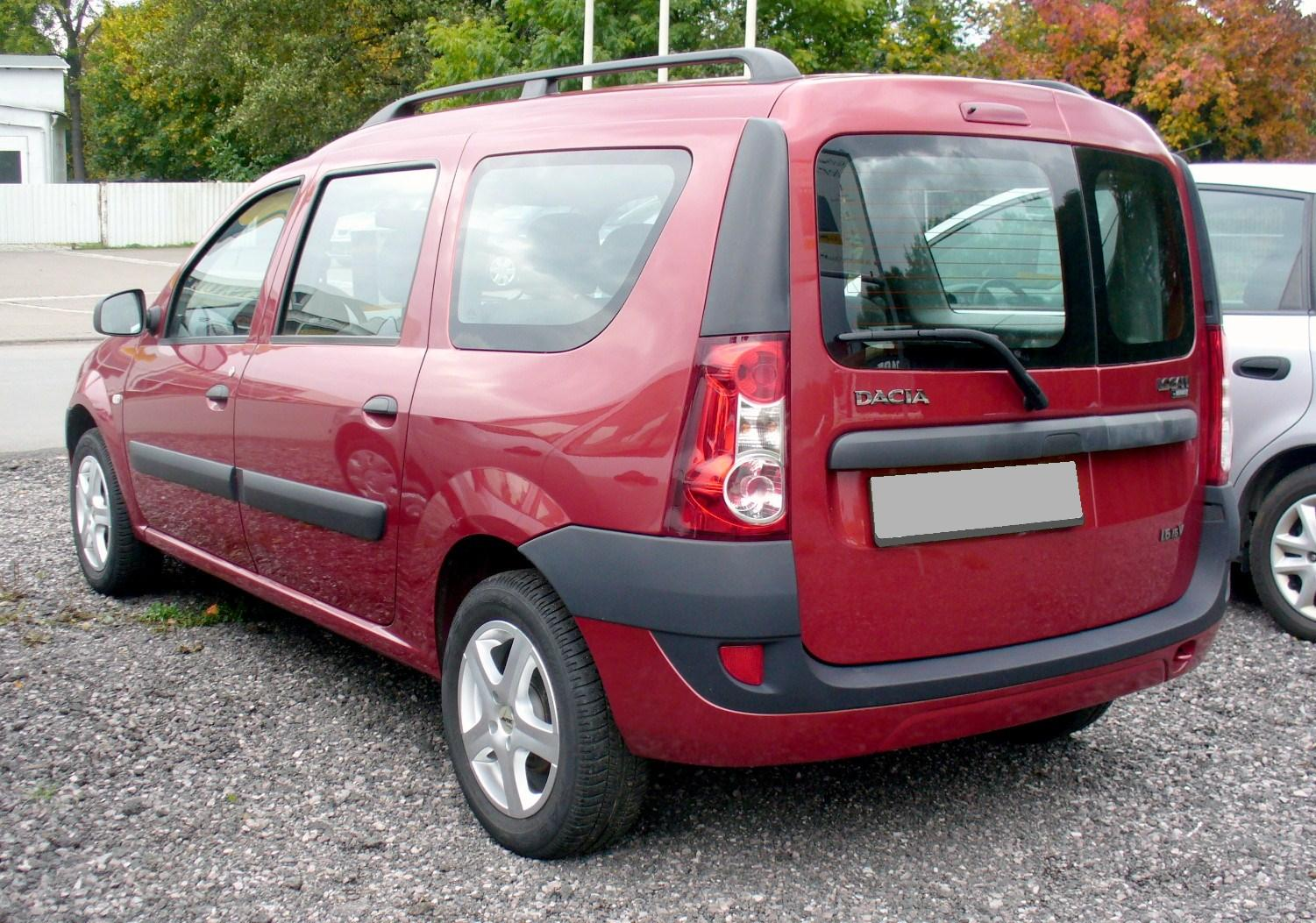
Dacia Logan MCV I – tył

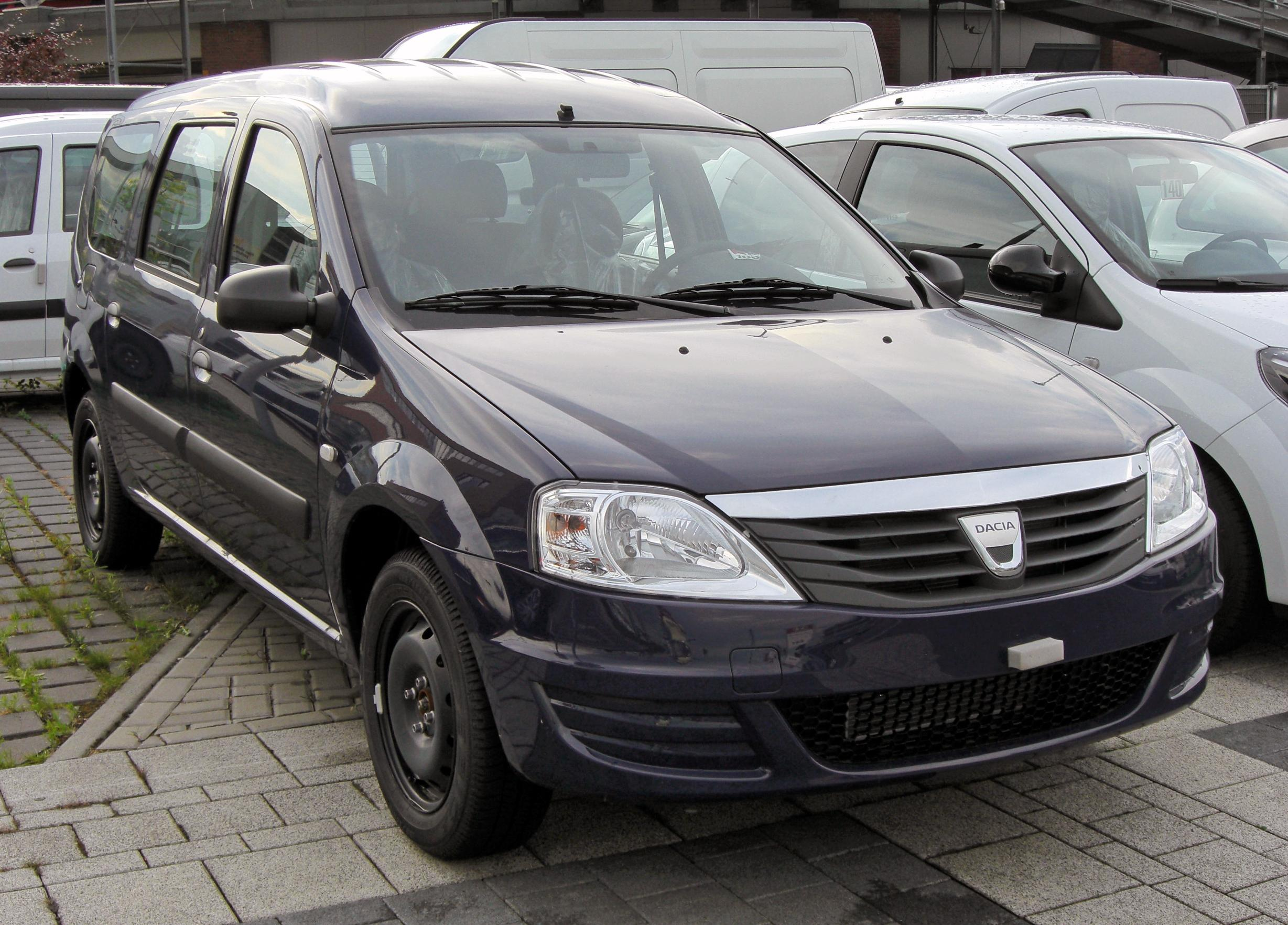
Dacia Logan MCV I po liftingu

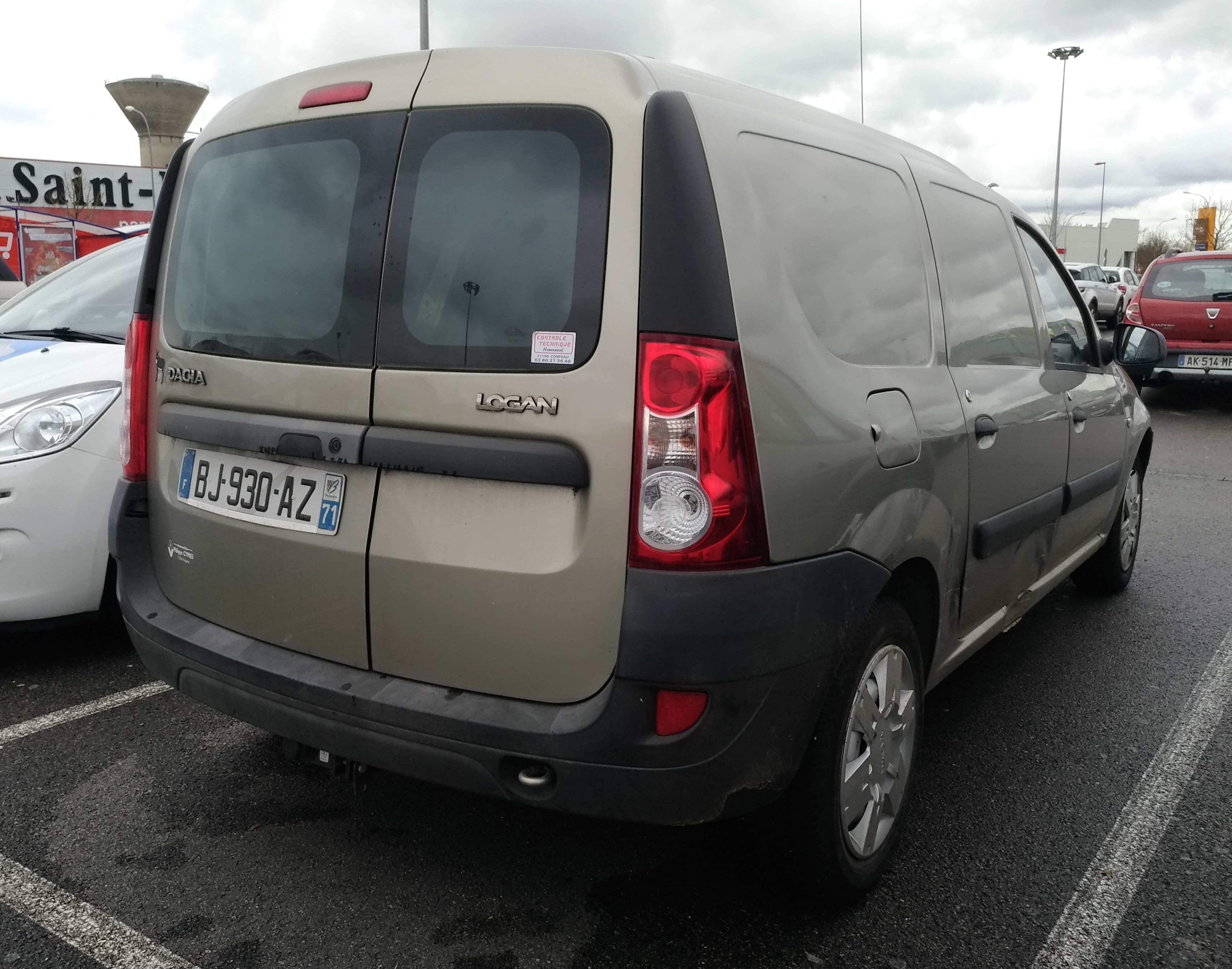
Dacia Logan Van

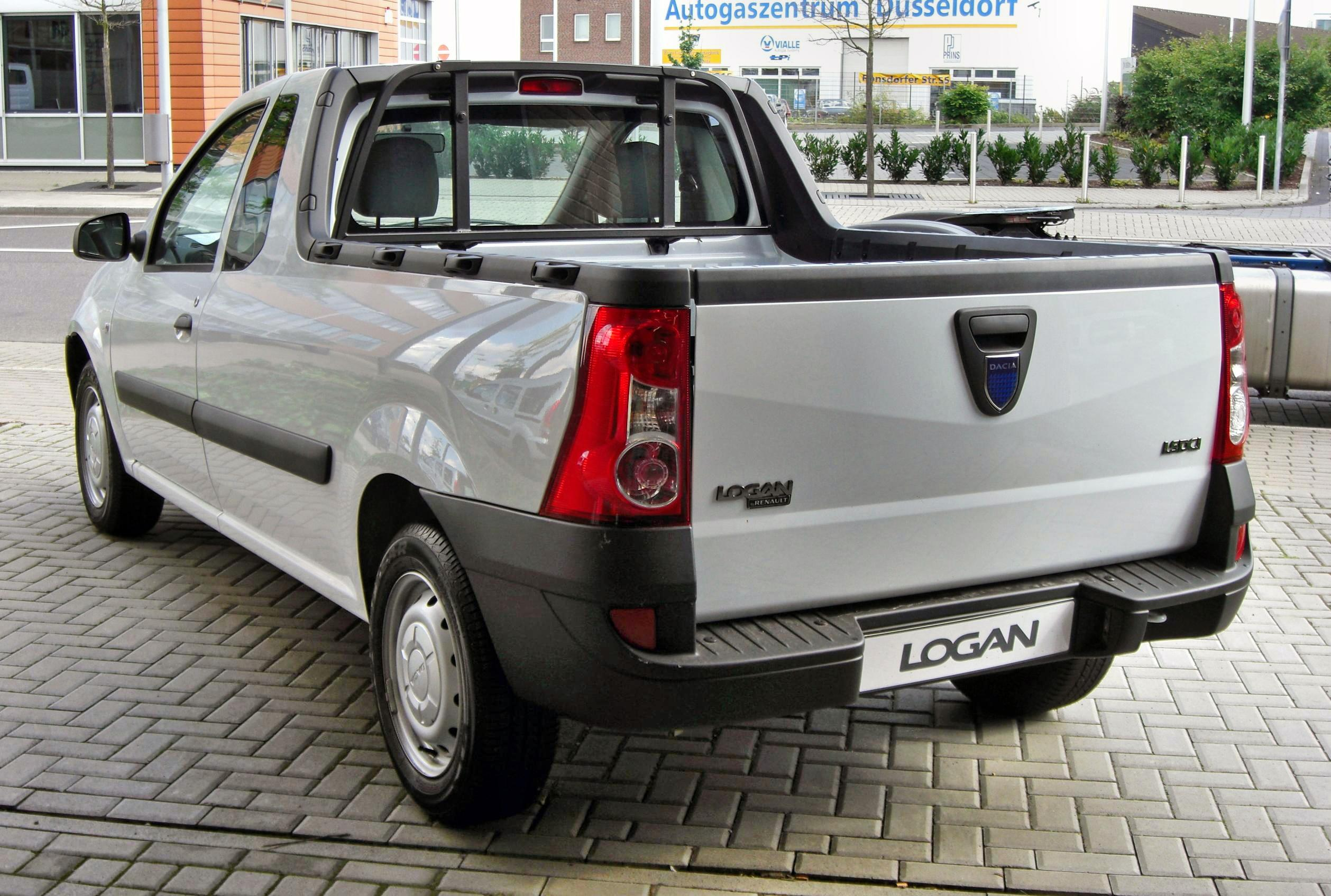
Dacia Logan Pick-up

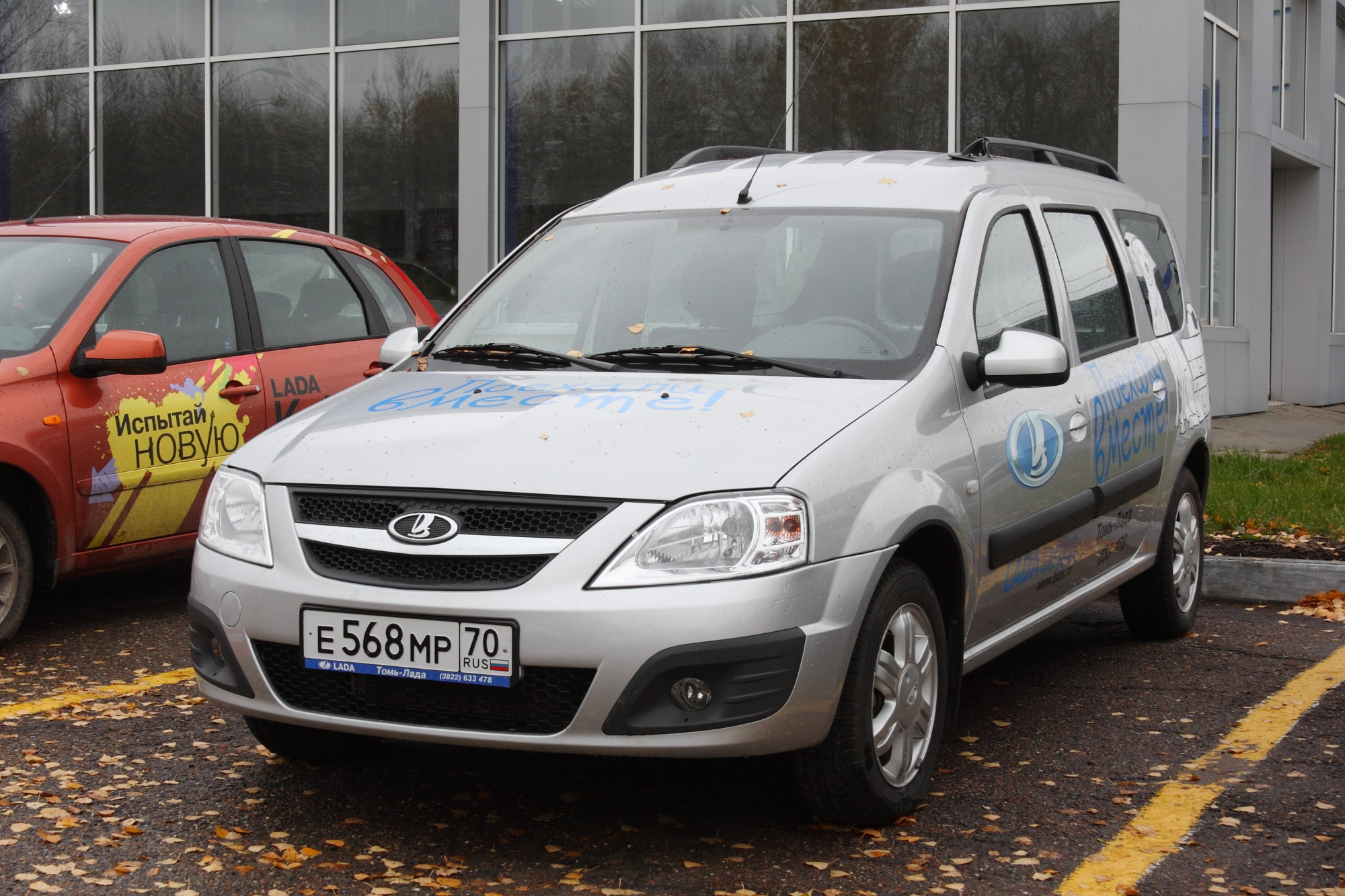
Łada Largus

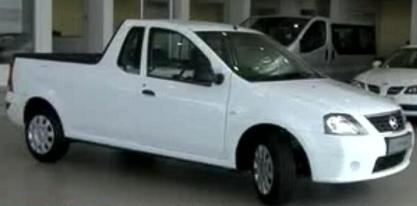
Nissan NP200

Dacia Logan MCV I została zaprezentowana po raz pierwszy w 2006 roku.
Światowa premiera drugiej odmiany nadwoziowej Logana miała miejsce na Paris Motor Show 2006. Samochód realizuje zupełnie inną koncepcję – jest dużym, rodzinnym samochodem łączącym cechy kombi i kombivana, wyróżniającym się wyraźnie dłuższym i wyższym nadwoziem, a także większym rozstawem osi i dzieloną klapą bagażnika. Wymiary awansowały Logana MCV do klasy kompaktowej, zbliżając się do zarówno kompaktowych kombi, jak i kombivanów. Logan MCV I wyróżniał się też możliwościami transportowymi – mógł zabrać na pokład nawet 7 osób.
W 2007 roku na bazie MCV zbudowano dostawczą odmianę Logan Van, która powstała z myślą o konkurowaniu z klasycznymi, kompaktowymi samochodami dostawczymi. Wyróżnia się ona zabudowaną przestrzenią bagażową, jednak w przeciwieństwie do innych samochodów tego typu oferowanych wówczas na rynku, nie zdecydowano się na przesuwane tylne drzwi. Rok później, w 2008 roku Dacia przedstawiła drugą odmianę nadwoziową zbudowaną na bazie pierwszej generacji Logana MCV – dwumiejscowego pickupa.

#### Nissan NP200
Bliźniacza odmiana Dacii Logan w wersji Pickup oferowana jako Nissan NP200 wyłącznie w Południowej Afryce. Auto zadebiutowało na Pretoria Auto Show 2008. Od Dacii Logan Pickup różni się inaczej stylizowanym przodem. Produkowany jest w jednym z zakładów Nissana w Port Elizabeth w Republice Południowej Afryki od czerwca 2008 roku z wykorzystaniem dostarczanych przez Renault-Dacia podzespołów.

#### Łada Largus
Rosyjska wersja Dacii Logan MCV produkowana od 2012 roku w zakładzie w Togliatti w Rosji. Od bliźniaczej wersji Dacia Logan różni się jedynie stylizacją atrapy chłodnicy. Produkowane wyłącznie w wersji kombivan. Wyposażona w dwa silniki Renault. Jeden z silników posiada pojemność 1,6 l oraz moc 105 KM. Samochód pomimo długiego stażu rynkowego zachował popularność na rodzimym rynku i w 2021 roku doczekał się faceliftingu.

### Wyposażenie
Logan MCV:
- Access (1.4 75 KM, 1.6 84 KM)
- Ambiance 5 miejsc (1.4 75 KM, 1.6 84 KM, 1.5 dCi 68 KM)
- Ambiance 7 miejsc (1.6 84 KM, 1.5 dCi 68 KM)
- SL Arctica 5 miejsc (1.4 75 KM, 1.6 84 KM, 1.5 dCi 68 i 75 KM)
- SL Arctica 7 miejsc (1.6 84 KM, 1.5 dCi 68 i 75 KM)
- HI-FLEX 5 miejsc (1.6 16V 105 KM E85)
- HI-FLEX 7 miejsc (1.6 16V 105 KM E85)
- Laureate 5 miejsc (1.4 75 KM, 1.6 84 KM, 1.6 16V 105 KM E85, 1.5 dCi 68, 85 i 90 KM)
- Laureate 7 miejsc (1.6 84 KM, 1.6 16V 105 KM E85, 1.5 dCi 68, 85 i 90 KM)
- SL BLACK LINE 5 miejsc (1.6, 1.5 dCi 90 KM)
- SL BLACK LINE 7 miejsc (1.6, 1.5 dCi 90 KM)

Logan Van:
- Base (1.4)
- Confort (1.6, 1.5 dCi 68 KM, 1.5 dCi 85 KM)

Logan Pick-Up:
- Base (1.6)
- Confort (1.6, 1.5 dCi 68 KM, 1.5 dCi 85 KM)
- Confort Cargobox (1.6 MPI 84 KM, 1.5 dCi 75KM)

## Druga generacja

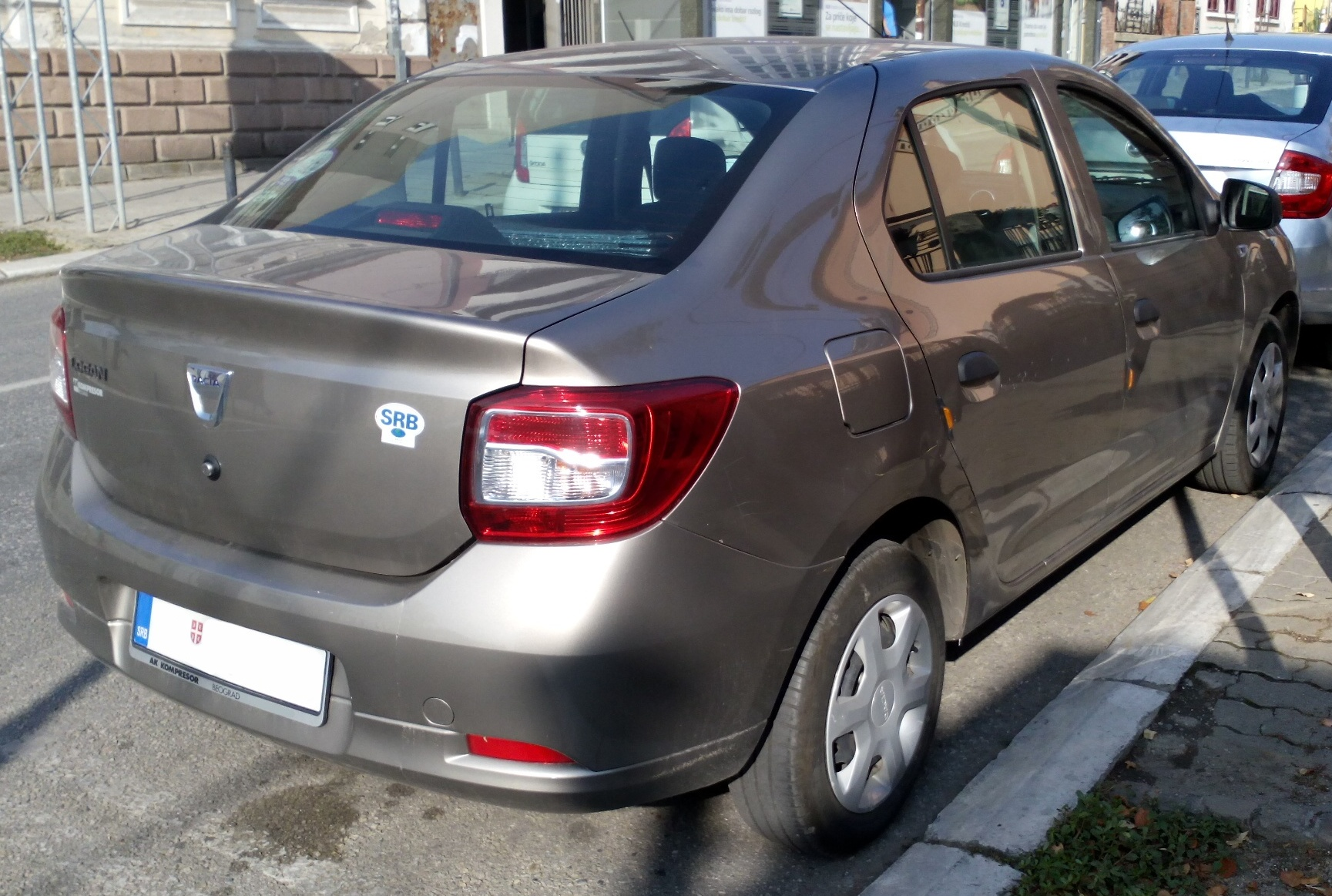
Dacia Logan II – tył

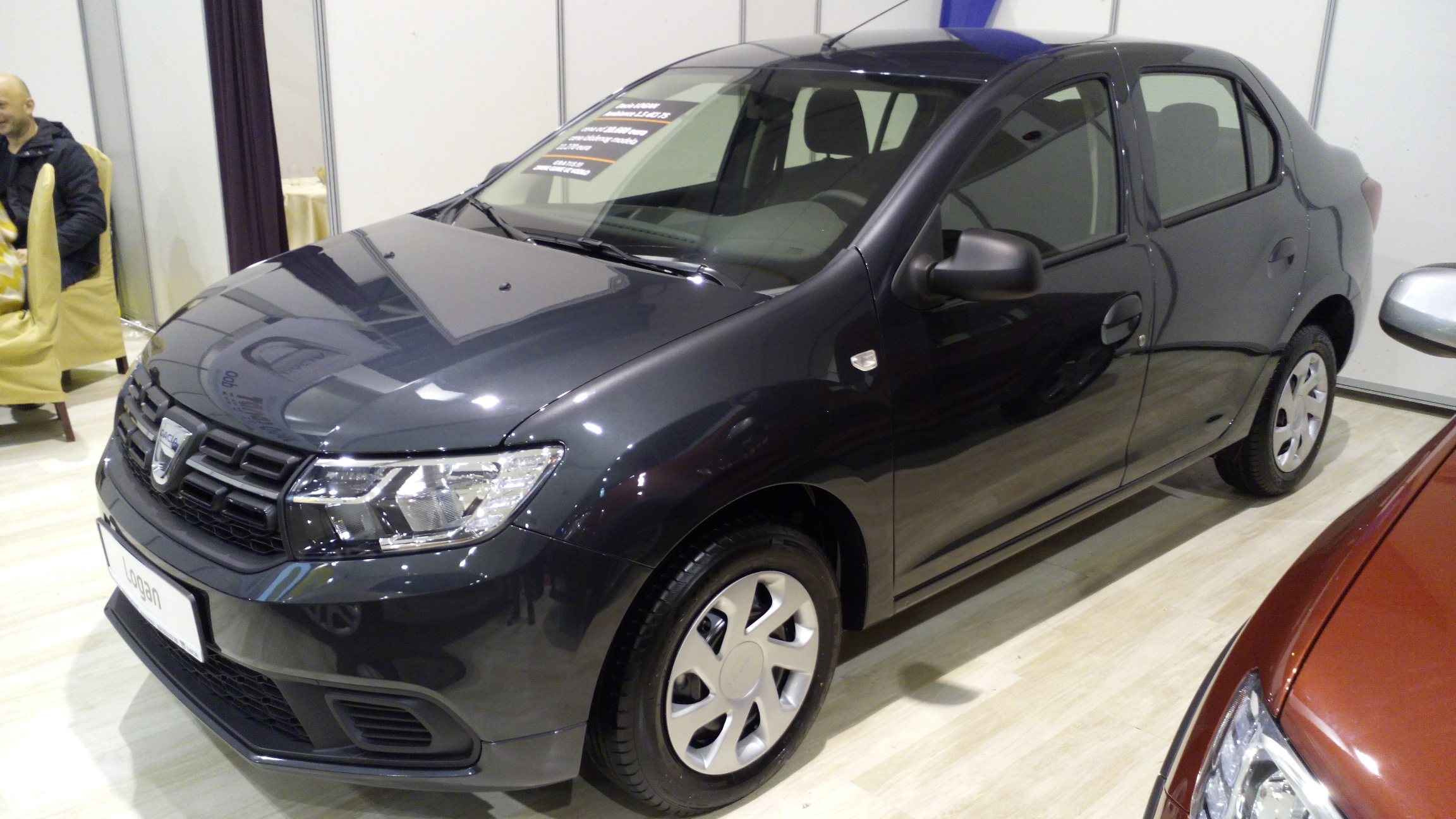
Dacia Logan II po liftingu

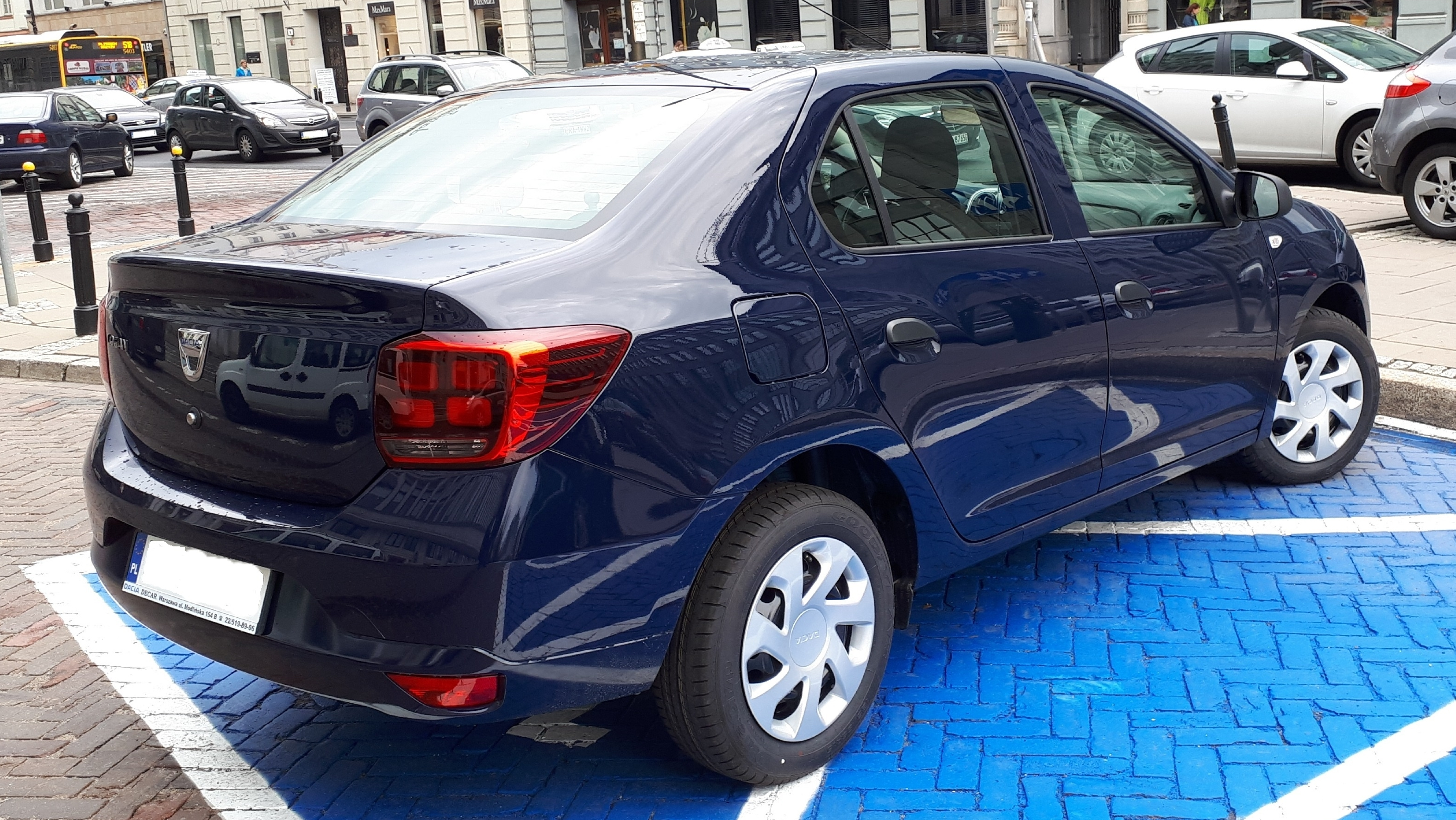
Dacia Logan II – tył po liftingu

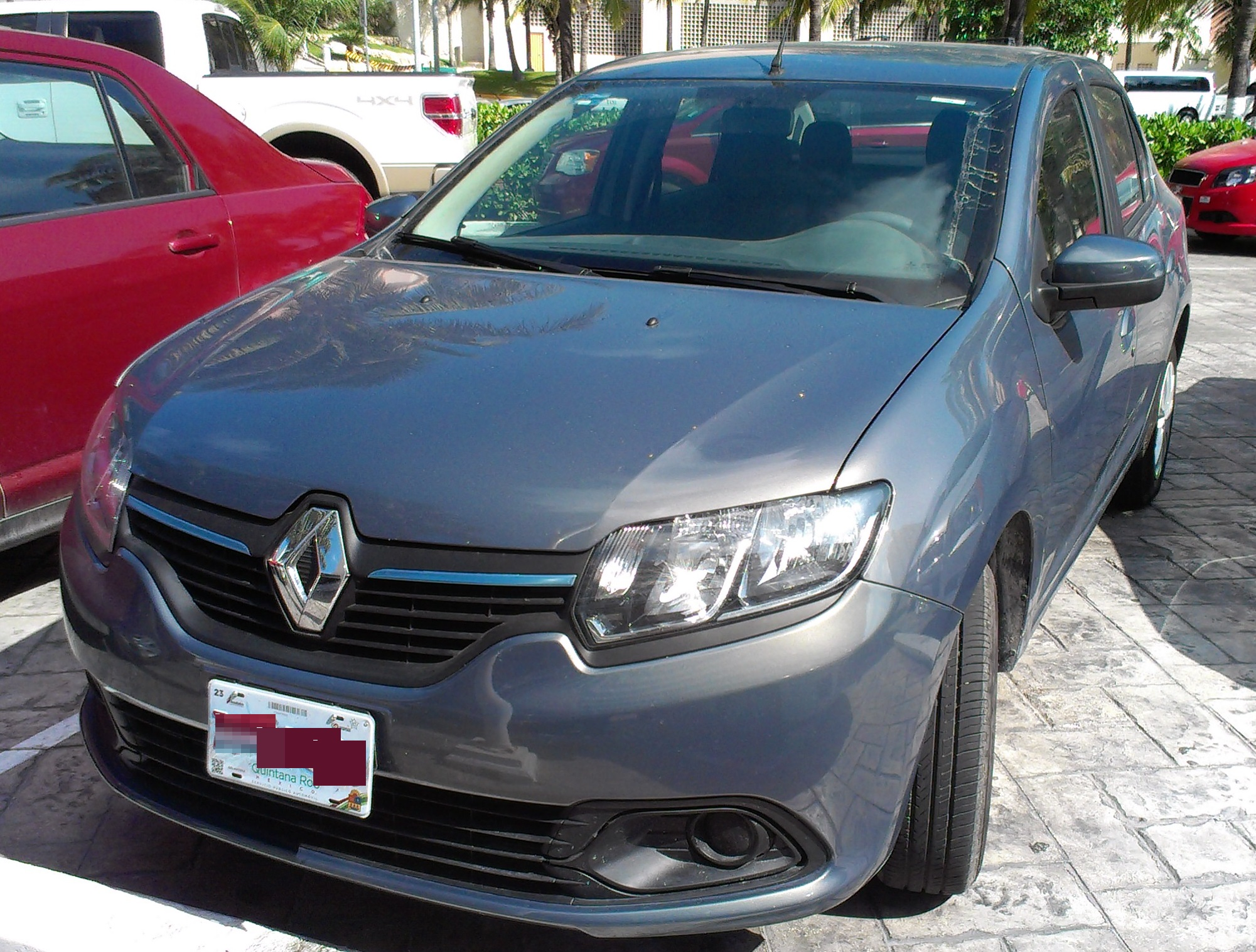
Renault Logan II

Dacia Logan II została zaprezentowana po raz pierwszy w 2012 roku.
Logan drugiej generacji został zaprezentowany wraz z drugą generacją Dacii Sandero podczas targów motoryzacyjnych w Paryżu w 2012 roku. Auto uzyskało nową stylistykę, która ma za zadanie je uatrakcyjnić.
Na początku produkcji oferowany był silnik benzynowy o pojemności 1,2 l w wariancie z fabryczną instalacją LPG, obecnie auto na polskim rynku napędzają trzy silniki: Wolnossący 1.0 SCe 73 KM, 0,9 TCe turbodoładowany o mocy maksymalnej 90 KM dostępny również w wersji LPG oraz z zautomatyzowaną skrzynią EASY-R,  oraz silnik wysokoprężny o pojemności 1,5 dCi i dwóch poziomach mocy.
Nowością w Loganie jest Media System Nav znany z Lodgy składający się z 7-calowego ekranu dotykowego z funkcjami multimedialnymi i nawigacją, ale także ogranicznik prędkości, tempomat, tylne czujniki parkowania, a przednie i boczne poduszki powietrzne oraz ABS i ESP w standardzie. We wnętrzu pojazdu znajdują się chromowane elementy, zegary w efektownych tubach oraz przycisk Eco, który ogranicza obroty silnika do 4000 obr./min.
Stylistycznie auto posiada wyraźne linie nadwozia. Mocnymi punktami są reflektory, grill i tylne światła natomiast zderzaki posiadają przetłoczenia. Tył Logana wieńczy niewielki spoiler.
Auto zdobyło tytuł Rumuńskiego Samochodu Roku 2013.

### Renault Logan
Dacia Logan z logo Renault na masce oferowane jest m.in. w Brazylii. Pojazd wyróżnia się nową atrapę chłodnicy, która nawiązuje do obecnie produkowanych modeli marki, zmodyfikowanym przednim zderzakiem oraz kierunkowskazami umieszczonymi w obudowie lusterek zewnętrznych i przestylizowanymi światłami tylnymi. Wnętrze auta posiada zmodyfikowaną w stosunku do Dacii konsolę centralną z kwadratowymi nawiewami powietrza i nowym panelem sterowania klimatyzacją.
Oprócz nazwy Logan, miejski sedan Renault jest oferowany także jako trzecie wcielenie modelu Symbol na wybranych rynkach rozwijających się: Turcji, Algierii czy Chile.

### Wersje wyposażenia
- Access
- Ambiance/Open
- Laureate
- 10th Anniversary Edition – wersja specjalna

Standardowe wyposażenie podstawowej wersji Access obejmuje m.in. ABS, system kontroli trakcji, 4 poduszki powietrzne, a także wspomaganie układu kierowniczego.
Bogatsza wersja Open dodatkowo wyposażona jest w m.in. zderzaki lakierowane pod kolor nadwozia, radio z MP3, Bluetooth i dwoma głośnikami, światła przeciwmgielne, centralny zamek z pilotem, oraz elektrycznie regulowane szyby przednie.
Topowa wersja Laureate została ponad to wyposażona w m.in. klamki zewnętrzne i lusterka lakierowane pod kolor nadwozia, elektrycznie regulowane i podgrzewane lusterka, fotel kierowcy z regulacja wysokości, regulowaną kolumnę kierowniczą, a także klimatyzacje manualną.
Opcjonalnie samochód wyposażyć można w m.in. 15-calowe felgi aluminiowe, kierownicę i gałkę zmiany biegów obszyte skórą, skórzaną tapicerkę, tempomat, kamerę cofania, czujniki cofania, elektrycznie regulowane szyby tylne, podłokietnik przedni, klimatyzacje automatyczną, oraz system multimedialny z 7-calowym ekranem dotykowym i nawigacją satelitarną.

### Silniki[14]
- Benzynowe
  - 1.0 SCe 73 KM (od 2016 r.)
  - 0,9 TCe 90 KM
  - 1,0 TCe 100 KM (od 2020 r.)
  - 1,0 TCe 100 LPG (od 2020 r.)
  - 1.0 FlexiFuel 77 KM (niedostępny na polskim rynku)
  - 1.2 16V 75 KM (2012-2016)
  - 1.6 FlexiFuel 99 KM (niedostępny na polskim rynku)
  - 1.6 8v 82 KM (Rosja)
  - 1.6 SCe 102 KM możliwe z automatem DP0 ( Rosja)
- Wysokoprężne
  - 1.5 dCi 75 KM
  - 1.5 dCi 90 KM
  - 1.5 Blue dCi 95 KM

### Logan STCC
W 2013 roku Dacia zaprezentowała Logana II przystosowanego do serii wyścigów samochodów turystycznych STCC. Samochód został stworzony na potrzeby zespołu Dacia Dealer Team, a za jego kierownicą miał zasiąść Mattias Andersson. Auto wyposażono w 3,5-litrowy benzynowy centralnie umieszczony silnik w układzie V6 o mocy ok. 400 KM.

### Dacia Logan MCV II

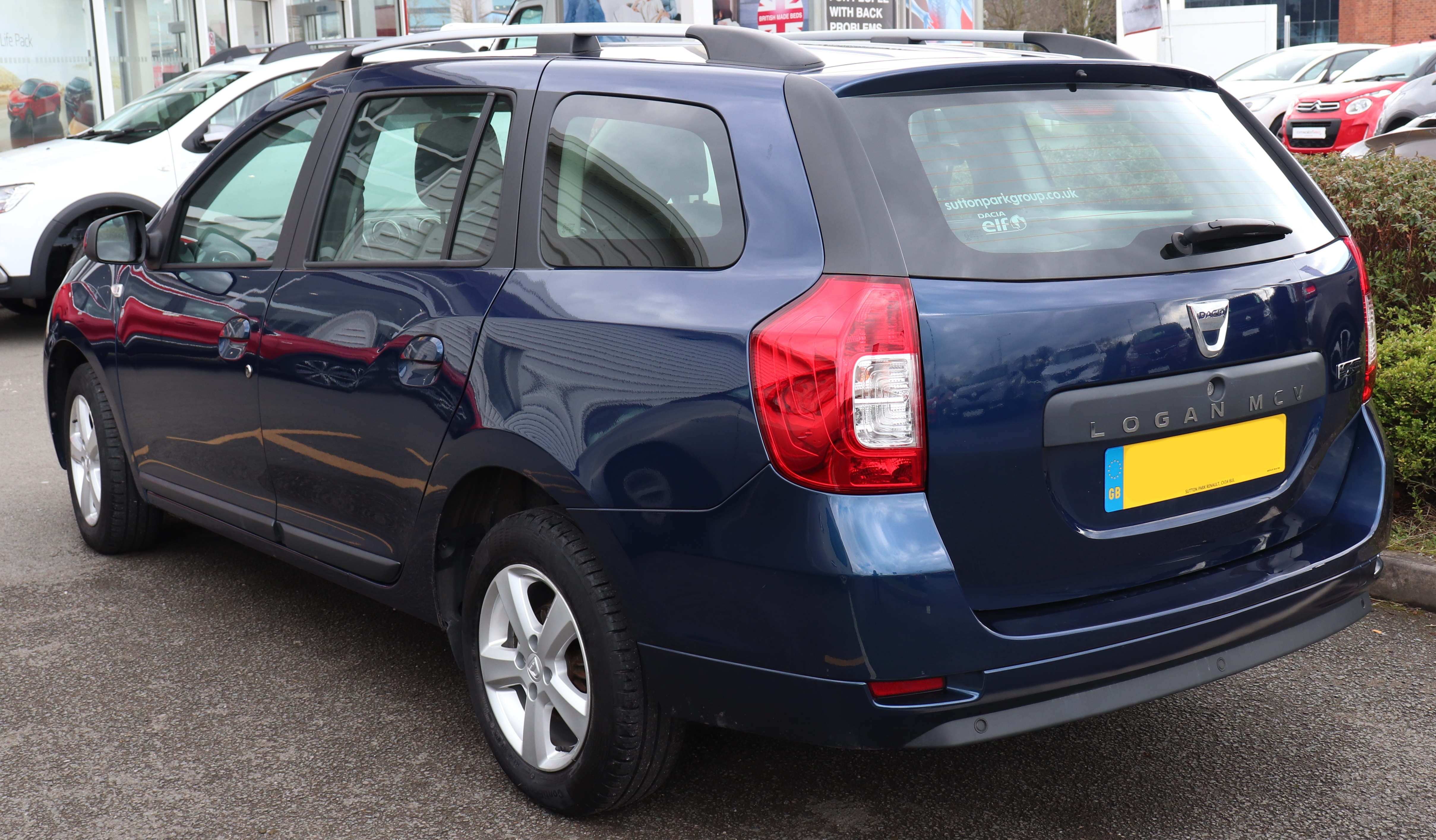
Dacia Logan MCV II – tył

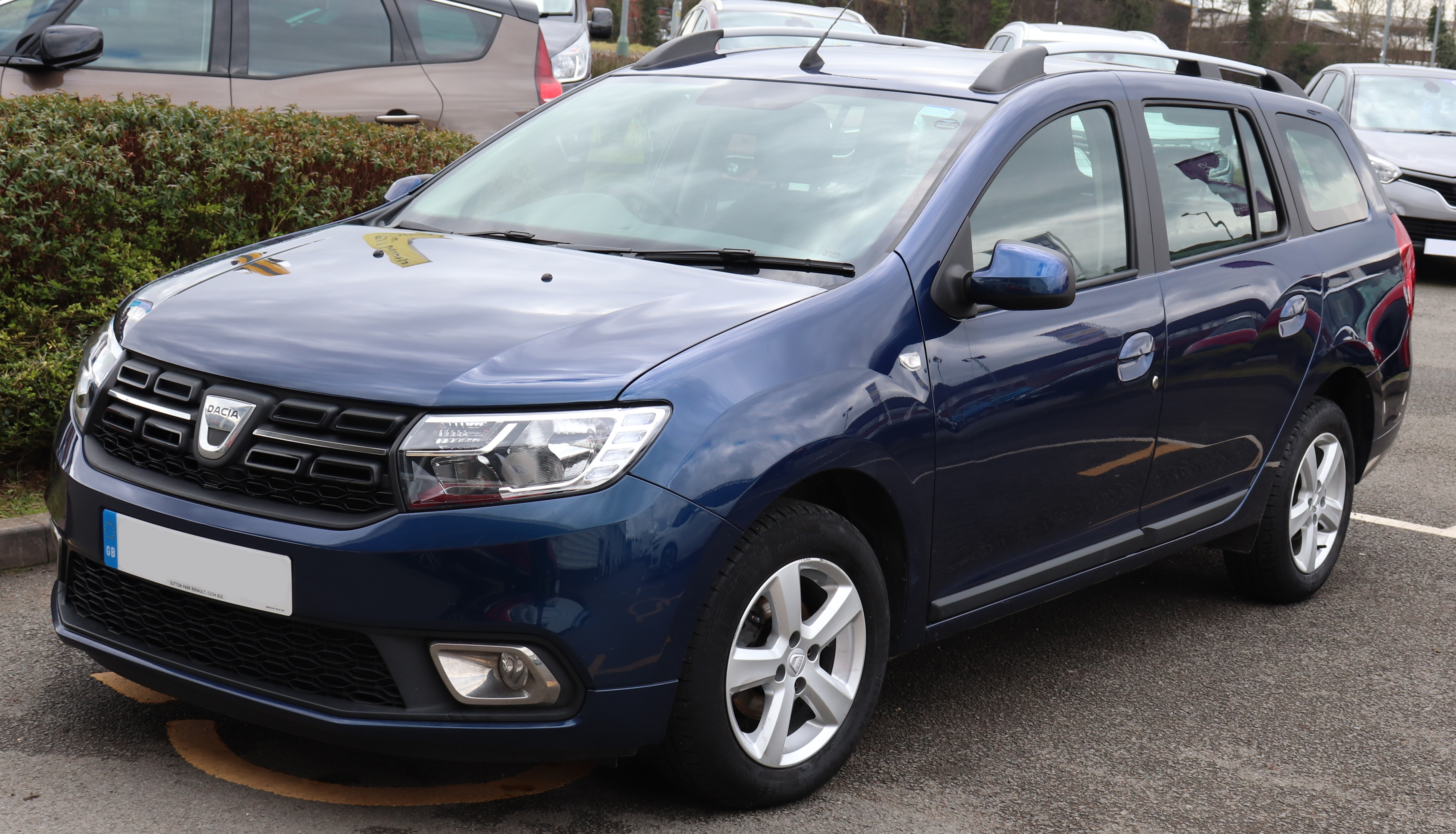
Dacia Logan MCV II po liftingu

Dacia Logan MCV II została zaprezentowana po raz pierwszy w 2013 roku.
Podczas targów motoryzacyjnych w Genewie w 2013 roku zaprezentowano drugie wcielenie modelu Logan MCV. Tym razem, jest to już klasyczne, kompaktowe kombi. Samochód ma wyraźnie dłuższe nadwozie z dużą przestrzenią bagażową – mierzy ona duże nawet jak na segment C 573 litry. Większy jest też rozstaw osi, pozwalający na wygospodarowanie większej przestrzeni dla pasażerów tylnej kanapy.
W marcu 2017 roku, przy okazji prezentacji rodziny Logan-Logan MCV-Sandero po gruntownej modernizacji, Dacia poszerzyła ofertę kompaktowego kombi o wersję z podwyższonym prześwitem o nazwie Stepway. Zyskała ona plastikowe nakładki na nadwozie mające podkreślić pseudoterenowy charakter.

## Trzecia generacja

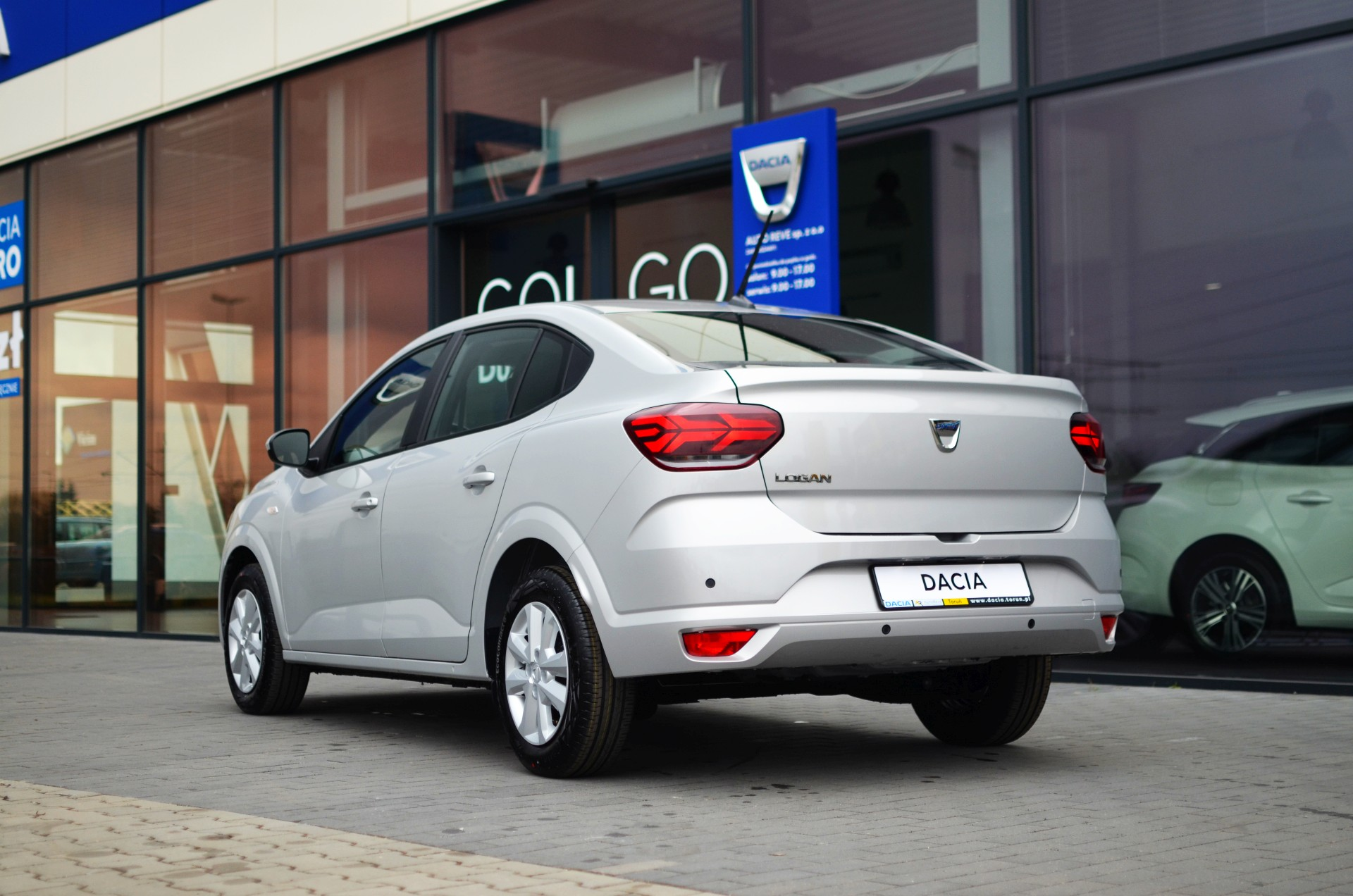
Dacia Logan III - tył

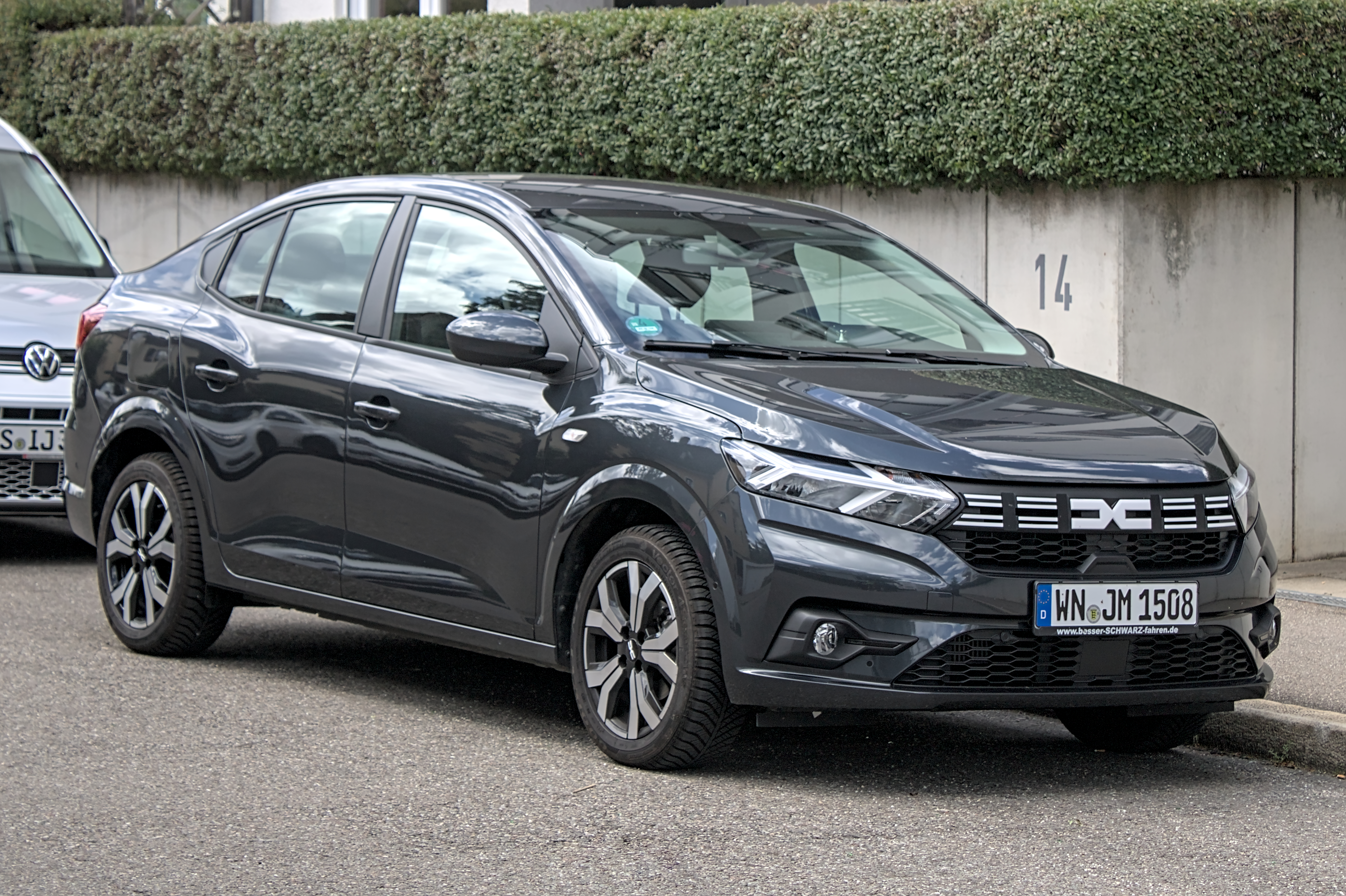
Dacia Logan III - po liftingu

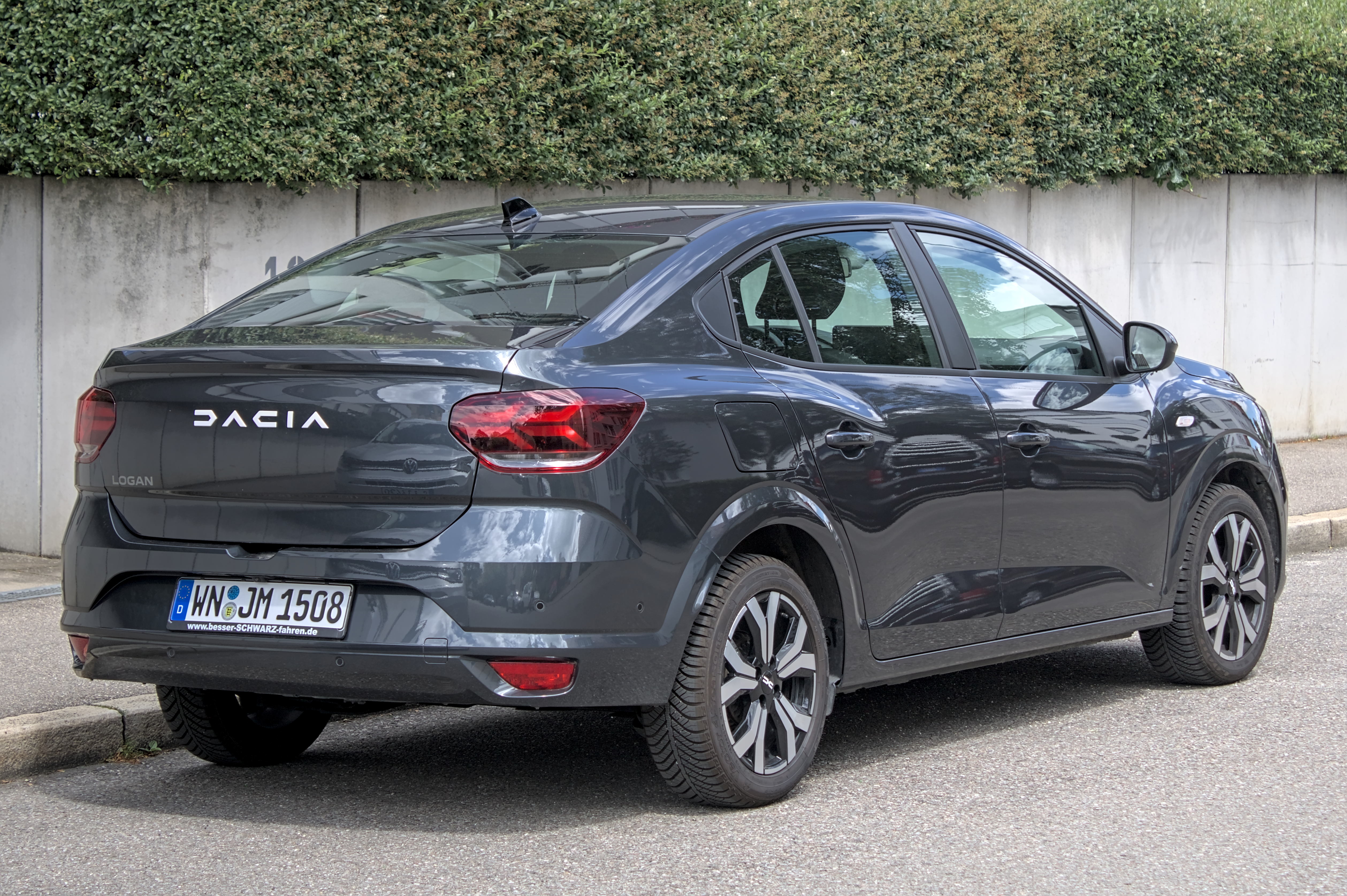
Dacia Logan III tył - po liftingu

Dacia Logan III została po raz pierwszy zaprezentowana 29 września 2020 roku.
Samochód wraz z bliźniaczym modelem Sandero został oparty na płycie podłogowej CMF-B współdzielonej z Renault Clio V. Producent zdecydował, że nowy model będzie oferowany na mniejszej ilości rynków niż poprzednik, nie wiadomo również czy do sprzedaży trafi odmiana MCV.
Nowy model jest dłuższy i szerszy od poprzednika, przy czym ma łagodniej opadającą linie dachu ku tyłowi. Dacia zamierza nowym modelem bezpośrednio konkurować z większymi samochodami takimi jak m.in. Skoda Octavia.
We wnętrzu znacząco poprawiono materiały wykończeniowe, pojawił się nowy system multimedialny z dużym ekranem dotykowym. Samochód w stosunku do poprzednika został wzbogacony o systemy wspomagające bezpieczeństwo.
Lifting - Dacia Logan na rok 2022 otrzymała modernizację zewnętrzną, w tym zmieniony zderzak, grill i reflektory. Tylne światła zachowają kształt, ale zyskają nową sygnaturę świetlną. Te zmiany mają na celu odświeżenie wyglądu i nadanie Loganowi bardziej nowoczesnego charakteru.

### Wersje wyposażenia
Wersje wyposażenia po liftingu 2022r
- Essential
- Expression
- Journey

Dacia Logan w wersji Essential, czyli podstawowej, oferuje m.in. system ABS, poduszki powietrzne czołowe dla kierowcy i pasażera, system wspomagania nagłego hamowania AFU, a także system utrzymania pasa ruchu (LKA). Dodatkowo, zawiera regulator-ogranicznik prędkości, system rozpoznawania znaków drogowych z ostrzeganiem o nadmiernej prędkości oraz czujniki niezapięcia pasów bezpieczeństwa.